# 沃佳納河 (沃夫恰河支流)
沃季亞納河（烏克蘭語：Водяна），是烏克蘭的河流，位於該國東部頓涅茨克州，屬於沃夫恰河的左支流，發源自斯帕爾塔克，河道全長14公里，流域面積123平方公里。